# Vesianos
Ves (em russo:  Весь, em ucraniano:  Весь) ou vesianos foram uma tribo báltico-finlandesa, da qual descendem os vepesianos e, em parte, os carélios. A tribo ocupava o território de Mezhozoziorie: entre os lagos Nevo, Onega e Beloe e mais ao sul (por exemplo, toda o volost de Egna em Novogárdia era habitada pela tribo Egna).